# 阿夫莱维尔
阿夫莱维尔（法語：Affléville，法語發音：[aflevil]）是法国默尔特-摩泽尔省的一个市镇，位于该省西北部，和默兹省接壤，属于布里埃区。

## 地理
阿夫莱维尔（49°16'13"N, 5°45'48"E）面积9.42 平方千米，位于法国大東部大區默尔特-摩泽尔省，该省份为法国东北部内陆省份，是洛林的一部分，北邻比利时、卢森堡，北起顺时针与摩泽尔省、下莱茵省、孚日省和默兹省接壤。
与阿夫莱维尔接壤的市镇（或旧市镇、城区）包括：贡德勒库尔-艾克斯、茹德勒维尔、诺鲁瓦勒塞克、布利尼、多马里-巴龙库尔、瓦夫尔地区鲁夫尔。

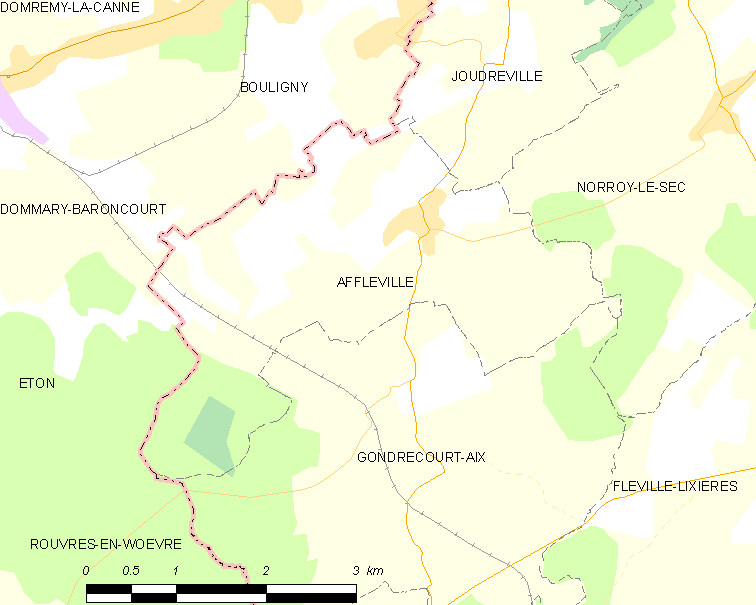
阿夫莱维尔的OSM定位图

阿夫莱维尔的时区为UTC+01:00、UTC+02:00（夏令时）。

## 行政
阿夫莱维尔的邮政编码为54800，INSEE市镇编码为54004。

## 政治
阿夫莱维尔所属的省级选区为布里埃地区县。

## 人口

1962-2008年间阿夫莱维尔人口变化图示

阿夫莱维尔于2022年1月1日时的人口数量为176人。